# Girl Boss Revenge: Sukeban
Girl Boss Revenge: Sukeban (女番長?, Sukeban) è un film del 1973 diretto da Norifumi Suzuki, interpretato dalle star del Pinky Violence Miki Sugimoto e Reiko Ike. È il quarto lungometraggio della serie Girl Boss.

## Trama
Un cellulare della polizia trasporta un gruppo di ragazze. Komasa e Maya iniziano una lite a colpi di coltello, che termina quando il furgone esce fuori strada a causa di un camion che fa cadere appositamente sull'asfalto dei barili. Le ragazze così riescono a fuggire.
La banda capeggiata da Komasa si rifugia a Ōsaka, dove le ragazze hanno una serie di scontri con le bande locali, fino a quando cadono preda della yakuza, che rapisce alcune di loro e le costringe a prostituirsi. Anche Komasa viene rapita e torturata, ma viene salvata da un ragazzo che ha un rapporto sessuale con lei proprio mentre arriva Maya, che si rivela essere la fidanzata del ragazzo.
Una volta libera, Komasa torna dalla sua banda e viene raggiunta da Maya. Le due iniziano una lotta, sedata dall'arrivo del ragazzo, che schiaffeggia Komasa e porta via Maya, che viene torturata dalla yakuza. La ragazza viene liberata da Komasa e da altre due ragazze. Maya si reca dal suo fidanzato per accoltellarlo, ma alla fine rinuncia al suo intento. Quando stanno per abbracciarsi, il ragazzo viene colpito a morte da un cecchino.
Maya e Komasa decidono di assaltare il quartier generale della yakuza, e uccidono tutti i presenti.

## Estetica e stile
La struttura del film è simile a quella del precedente Girl Boss Guerilla, diretto da Norifumi Suzuki nel 1972. Scene ironiche e erotiche che si mischiano in una storia di vendetta contro la yakuza. Con Girl Boss Revenge: Sukeban Suzuki mostra tuttavia per la prima volta scene dettagliate di sevizie. Komasa viene infatti torturata tramite una canna di bambù e le viene infilato un ago sotto le unghie, mentre un'altra ragazza viene torturata tramite un ferro rovente infilato nella sua vagina.